# Victoria, Laguna

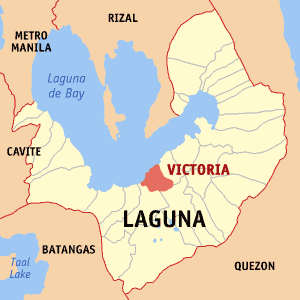
Bản đồ Laguna với vị trí của Victoria

Victoria là một đô thị hạng 4 ở tỉnh Laguna, Philippines. Theo điều tra dân số năm 2000 của Philipin, đô thị này có dân số 29.765 người trong 6.128 hộ.
Đô thị này nằm ở đông bắc Laguna de Bay, 90 km về phía nam Manila và giáp đô thị Calauan về phía tây nam, Nagcarlan về phía đông nam và Pila về phía đông bắc. Tổng diện tích là 22,83 km2.

## Các đơn vị hành chính
Victoria được chia ra 9 barangay. Hai khu vực Nanhaya và San Roque là thành thị còn lại là nông thôn.
- Banca-banca
- Daniw
- Masapang
- Nanhaya
- Pagalangan
- San Benito
- San Felix
- San Francisco
- San Roque